# Flaviviridae
Flaviviridae è una famiglia di virus di medie dimensioni, con genoma contenuto in un singolo filamento positivo di RNA, nucleocapside a simmetria icosaedrica, avvolto da membrana lipoproteica. Alcune delle 89 specie che appartengono a questa famiglia, distribuite in quattro generi (Flavivirus, Pestivirus, Hepacivirus, Pegivirus), erano classificate in passato fra gli arbovirus di gruppo B, ossia virus trasmessi principalmente da Culicidae (zanzare) e Ixodida (zecche), a cui appartengono gli agenti eziologici di numerose malattie dei vertebrati e dell'uomo. Malattie associate con questa famiglia sono l'epatite (Hepacivirus), sindromi emorragiche, l'aborto, la malattia fatale delle mucose (Pestivirus), l'encefalite e le febbri emorragiche (Flavivirus).
Il suo nome deriva dal vocabolo latino flavus, che significava «giallo», in quanto nella famiglia è compreso il virus della febbre gialla, responsabile di una grave malattia (la febbre gialla) che si manifesta clinicamente anche con ittero.

## Struttura
Il virione, sferico, misura dai 40 ai 60 nm di diametro ed è avvolto da un pericapside lipidico. Il capside è costituito da un'unica piccola proteina (C) e il pericapside comprende da due o (solo nel caso di Pestivirus) tre proteine differenti. I pegivirus sembrano mancare del gene che codifica la proteina del nucleocapside.

## Genoma e replicazione
Il genoma è una molecola singola di RNA a polarità positiva. La sua lunghezza varia da 8,9 a 11,3 kb a seconda del genere. Alle estremità 5' e 3' sono presenti regioni non codificanti (NCR) che formano una struttura secondaria necessaria alla replicazione e alla traduzione. I flavivirus sono dotati di un cappuccio all'estremità 5' necessaria per la traduzione, mentre gli altri generi sono dotati di un IRES. I virus entrano nella cellula per endocitosi mediata da recettori, diversi a seconda del virus. Il pH acido dell'endosoma avvia la fusione del pericapside colla membrana dell'organulo, quindi il genoma viene svestito del nucleocapside. Il genoma è composto da un unico ORF tradotto in una poliproteina, che viene lisata dalle proteasi cellulari e virali. La porzione N-terminale della proteina contiene le proteine strutturali, la rimanente quelle non strutturali. Tra queste abbiamo enzimi che vengono impiegati nella replicazione, che avviene per mezzo di un RNA negativo come intermediario. L'assemblaggio avviene per gemmazione attraverso le membrane dell'ospite. Infine, i virioni maturati e dotati del pericapside vengono rilasciati per esocitosi.